# شطو
شطو (بالفارسية: شطو) هي قرية تقع في قسم بسطام الريفي (مقاطعة تشايبارة) في إيران. يقدر عدد سكانها بـ 56 نسمة بحسب إحصاء 2016.